# Emilio Larrosa
Emilio Larrosa Irigoyen (15 de febrero de 1939) es un productor de televisión mexicano. Ha producido numerosas telenovelas para la cadena Televisa.

## Biografía
Estudió en el Columbia College. En 1959, siendo un adolescente, se integró al área técnica de Telesistema Mexicano. Incursionó en la producción y realización de programas culturales siendo pionero al transmitir la primera mesa de confrontación cultural denominada Anatomías.
A lo largo de sus 55 años de carrera profesional ha producido desde programas culturales -como "Conversaciones con Octavio Paz"- y deportivos -entre ellos, los Juegos Olímpicos de 1968- a concursos, musicales, series cómicas, eventos especiales y noticieros donde se inició en la dirección de los mismos. Realizó los programas Espectacular Vía Satélite y Reencuentro México y España, primer programa transmitido vía satélite, y que conmemoró la apertura de relaciones entre esos países. Entre sus programas cómicos se cuentan Sábado loco, loco, No empujen y Tres generaciones, el vanguardista La cosquilla y el polémico y de crítica social ¿Qué nos pasa?
Además, ha tenido a su cargo producciones en otros idiomas, como la versión en italiano de 'Increíble', conducido por Verónica Castro.
A estas producciones se le suman también especiales y series históricas, programas de variedades como Noche a noche, mundiales de fútbol soccer, transmisiones de lo que ahora es Nuestra Belleza México, creaciones como 'La Imagen del Canal 2', programas infantiles y de concurso como En Familia Con Chabelo, del cual partió siendo director de cámaras.

## Como productor de telenovelas
Cuando el género de la telenovela abordaba solamente el melodrama clásico, Larrosa tuvo éxito produciendo una telenovela de corte juvenil, Muchachitas (1991), y una de las primeras telenovelas cómicas, El premio mayor (1995). De ahí, se posicionó como un productor clave en el mundo de las telenovelas. 
A partir de 1991 hasta 2004 se encarga de proponer ideas creativas para hacer diferentes novelas, dejando a cargo en el total desarrollo de los libretos a los escritores Alejandro Pohlenz y Verónica Suárez, con quienes tuvo sus mayores éxitos. 
Las telenovelas de Larrosa se caracterizan de ver como va reaccionado la audiencia para dar mejor oportunidad de ciertos personajes y de escribir a la marcha los libretos y por otra parte cuenta con un estilo cargadamente popular, con elementos como la música grupera y la religiosidad para recrear la vida de la gente con menos recursos en México. Uno de los temas que siempre considera es la emigración a Estados Unidos. Una de sus constantes ha sido el incluir fuertes conflictos sociales muy conectados con la actualidad del momento de estreno de sus telenovelas, como la ya mencionada emigración (Dos mujeres, un camino), el arribismo (El premio mayor), la drogadicción juvenil (Soñadoras), la prostitución adolescente y la pedofilia (Las vías del amor) y la tala indiscriminada de árboles (Mujer de madera).
A partir de 2006 se encarga de producir nuevas versiones de historias que produjo en el pasado como en libretos originales de Colombia. Solamente en el 2011 se encarga de producir un único original de autoría propia Dos hogares.

## Productor ejecutivo
- Amores con trampa (2015)[1]
- Libre para amarte (2013)[2]
- Dos hogares (2011-2012)
- Hasta que el dinero nos separe (2009-2010)
- Muchachitas como tú (2007)
- La verdad oculta (2006)
- Mujer de madera (2004-2005)
- Las vías del amor (2002-2003)
- Amigas y rivales (2001)
- Mujeres engañadas (1999-2000)
- Soñadoras (1998-1999)
- Salud, dinero y amor (1997-1998)
- Tú y yo (1996-1997)
- El premio mayor (1995-1996)
- Volver a empezar (1994-1995)
- Dos mujeres, un camino (1993-1994)
- Mágica juventud (1992-1993)
- Muchachitas (1991-1992)
- Al filo de la muerte (1991-1992)
- El camino secreto (1986)

## Adaptaciones escritas
- Amores con trampa (2015). (Historia  original: Somos los Carmona)
- Libre para amarte (2013). (Historia original: Los canarios)
- Hasta que el dinero nos separe (2009/10). (Historia original: Hasta que la plata nos separe)
- Muchachitas como tú (2007). (Historia original:  Muchachitas)

## Ideas originales
- Dos hogares (2011)
- La verdad oculta (2006)
- Mujer de madera (2004/05)
- Las vías del amor (2002/03)
- Amigas y rivales (2001)
- Mujeres engañadas (1999/2000)
- Soñadoras (1998/99)
- Salud, dinero y amor (1997)
- Tú y yo (1996/97)
- El premio mayor (1995/96)
- Volver a empezar (1994/95)
- Dos mujeres, un camino (1993/94)
- Mágica juventud (1992/93)
- Muchachitas (1991/92)

## Premios y nominaciones

### Premios TVyNovelas

#### Como productor
| Año  | Categoría             | Telenovela                     | Resultado |
| ---- | --------------------- | ------------------------------ | --------- |
| 2016 | Mejor multiplataforma | Amores con trampa              | Nominada  |
| 2012 | Mejor telenovela      | Dos hogares                    | Nominada  |
| 2010 | Mejor telenovela      | Hasta que el dinero nos separe | Ganadora  |
| 2007 | Mejor telenovela      | La verdad oculta               | Nominada  |
| 2000 | Mejor telenovela      | Mujeres engañadas              | Nominada  |
| 1994 | Mejor telenovela      | Dos mujeres, un camino         | Nominada  |
| 1987 | Mejor telenovela      | El camino secreto              | Nominada  |

#### Como escritor
| Año  | Categoría                   | Telenovela                     | Resultado |
| ---- | --------------------------- | ------------------------------ | --------- |
| 2012 | Mejor historia o adaptación | Dos hogares                    | Nominado  |
| 2010 | Mejor historia o adaptación | Hasta que el dinero nos separe | Nominado  |
| 1996 | Mejor idea original         | El premio mayor                | Ganador   |

### Premios Bravo
| Año  | Categoría        | Nominado          | Resultado |
| ---- | ---------------- | ----------------- | --------- |
| 2000 | Mejor Producción | Mujeres engañadas | Ganador   |

### Premios INTE
| Año  | Categoría          | Trabajo nominado  | Resultado |
| ---- | ------------------ | ----------------- | --------- |
| 2003 | Telenovela del año | Las vías del amor | Nominada  |

### Premios People en Español
| Año  | Categoría        | Telenovela                     | Resultado |
| ---- | ---------------- | ------------------------------ | --------- |
| 2010 | Mejor telenovela | Hasta que el dinero nos separe | Ganador   |
| 2010 | Mejor refrito    | Hasta que el dinero nos separe | Nominado  |

### Premios Califa de Oro
| Año  | Categoría        | Telenovela  | Resultado |
| ---- | ---------------- | ----------- | --------- |
| 2011 | Mejor telenovela | Dos Hogares | Ganador   |

### Premios Eres
| Año  | Categoría        | Telenovela       | Resultado |
| ---- | ---------------- | ---------------- | --------- |
| 1995 | Mejor telenovela | Volver a empezar | Ganador   |
| 1992 | Mejor telenovela | Muchachitas      | Ganador   |